# James Steven Rausch
James Steven Rausch (Albany, 4 settembre 1928 – Deer Valley, 18 maggio 1981) è stato un vescovo cattolico statunitense.

## Biografia
Monsignor James Steven Rausch nacque ad Albany, Minnesota, il 4 settembre 1928.

### Formazione e ministero sacerdotale
Il 2 giugno 1956 fu ordinato presbitero per la diocesi di Saint Cloud. In seguito fu vicario parrocchiale della parrocchia della cattedrale di Santa Maria a Saint Cloud dal 1956 al 1957 e vicario parrocchiale della parrocchia dei Santi Angeli a Saint Cloud e insegnante e direttore spirituale della Cathedral High School di Saint Cloud dal 1957 al 1967. Ricevette un master in educazione al St. Thomas College di Saint Paul nel 1963. Dal 1967 al 1969 compì gli studi per il dottorato in sociologia pastorale presso la Pontificia Università Gregoriana di Roma. Nel 1968 venne nominato segretario generale assistente della Conferenza dei vescovi cattolici degli Stati Uniti.
Dal 1972 al 1977 fu segretario generale della Conferenza dei vescovi cattolici degli Stati Uniti. Nel suo ruolo incoraggiò molti programmi progressisti, prese iniziative per rafforzare i legami con altre confessioni cristiane e affrontò problemi sociali come il razzismo e l'aborto. Nel 1976, quando anche la Chiesa celebrò il bicentenario della nazione, tenne una consultazione chiamata "Call to Action" di centinaia di sacerdoti e laici cattolici. Padre Rausch fu uno degli organizzatori chiave dell'evento. La consultazione, tenutasi a Detroit, registrò una sorprendente serie di punti di vista da un gruppo eterogeneo di cattolici e produsse molte risoluzioni controverse. Alcune chiedevano l'abolizione del celibato ecclesiastico e l'ordinazione delle donne.
Tali attività rafforzarono la sua reputazione di leader liberale nella gerarchia. I suoi stretti collaboratori includevano un'ampia varietà di vescovi, sacerdoti e laici. Come segretario generale, lavorò a stretto contatto con due presidenti della Conferenza episcopale, John Francis Dearden e Joseph Louis Bernardin, nonché con l'arcivescovo Jean Jadot, che era allora il delegato apostolico nel paese.
Monsignor Rausch svolse un ruolo importante nel dare uno scopo e una preminenza alla conferenza episcopale, organizzata dopo il Concilio Vaticano II come mezzo per discutere questioni di particolare importanza per la Chiesa cattolica romana negli Stati Uniti d'America.
Come portavoce dei vescovi, sentì il calore dei critici che lo consideravano troppo liberale. Padre Rausch estese infatti le prerogative del suo ufficio e testò i suoi limiti. Uomo robusto, dalla carnagione rubiconda e con un ampio sorriso, a volte malizioso, agì diplomaticamente, soppesando attentamente le sue parole mentre trasudava sicurezza e cordialità. Diede una nuova visibilità a un ufficio che richiede un delicato bilanciamento degli interessi dei vescovi e delle richieste della Chiesa più ampia.

### Ministero episcopale
Il 5 marzo 1973 papa Paolo VI lo nominò vescovo ausiliare di Saint Cloud e titolare di Summa. Ricevette l'ordinazione episcopale il 26 aprile successivo dal cardinale John Joseph Krol, arcivescovo metropolita di Filadelfia, coconsacranti l'arcivescovo metropolita di Cincinnati Joseph Louis Bernardin e il vescovo di Saint Cloud George Henry Speltz.
Il 17 gennaio 1977 papa Paolo VI lo nominò vescovo di Phoenix. Nei suoi anni di episcopato monsignor Rausch, secondo quanto riferito, divenne un po' più riservato e cauto nei suoi punti di vista.
Il 18 maggio 1981 subì un attacco cardiaco mentre si recava nel nord dell'Arizona con un aiutante, il reverendo John Flannery, che lo portò al centro di emergenza di Deer Valley, dove morì poco dopo. È sepolto nel Saint Francis Cemetery di Phoenix.
Monsignor Rausch venne accusato in una causa archiviata nel 2002 di aver abusato di un ragazzo di 17 anni nel 1979. Il suo accusatore, che si dice abbia avuto fotografie incriminanti di Rausch, affermò che poi monsignor Rausch "lo ha trasmesso" ad altri due sacerdoti.

## Genealogia episcopale
La genealogia episcopale è:
- Cardinale Scipione Rebiba
- Cardinale Giulio Antonio Santori
- Cardinale Girolamo Bernerio, O.P.
- Arcivescovo Galeazzo Sanvitale
- Cardinale Ludovico Ludovisi
- Cardinale Luigi Caetani
- Cardinale Ulderico Carpegna
- Cardinale Paluzzo Paluzzi Altieri degli Albertoni
- Papa Benedetto XIII
- Papa Benedetto XIV
- Papa Clemente XIII
- Cardinale Marcantonio Colonna
- Cardinale Giacinto Sigismondo Gerdil, B.
- Cardinale Giulio Maria della Somaglia
- Cardinale Carlo Odescalchi, S.I.
- Cardinale Costantino Patrizi Naro
- Cardinale Lucido Maria Parocchi
- Papa Pio X
- Cardinale Gaetano De Lai
- Cardinale Raffaele Carlo Rossi, O.C.D.
- Cardinale Amleto Giovanni Cicognani
- Cardinale John Joseph Krol
- Vescovo James Steven Rausch